# Batalla de Mohi
La batalla de Mohi, o batalla del río Sajó (en húngaro: muhi csata'), acaeció el 11 de abril de 1241 y en ella se enfrentaron los tártaro-mongoles y el Reino de Hungría durante la invasión mongola a Europa.

## Antecedentes
En 1223 el Imperio Mongol en expansión derrotó al ejército conjunto ruso-cumano en la batalla del río Kalka, lo que provocó que los cumanos se desplazaran a Hungría, en lo que supuso una gran migración. El rey húngaro Béla IV, que a veces utilizaba el sobrenombre de "Rey de los Cumanos", intentó asimilarlos convirtiéndolos al cristianismo. Cuando estos refugiados, aproximadamente 200 000 (varones, incluyendo 40 000 guerreros, mujeres, ancianos y niños), buscaron asilo en su reino, parecía que al menos una parte había aceptado el dominio húngaro. Los mongoles los consideraban sus esclavos y veían a los húngaros como sus rivales, por lo que consideraron la migración cumana como casus belli. En su ultimátum también culparon a Hungría de enviar espías.
La amenaza tártara se abalanzó sobre Hungría en medio de un período de revueltas políticas. Tradicionalmente, la base del poder real lo constituían los vastos territorios pertenecientes al rey. Bajo Andrés II, las donaciones de tierras por parte de la corona alcanzaron un nuevo máximo, provincias enteras se traspasaron e incluso el rey Andrés II dijo que "la medida con la que medir la generosidad del rey no tiene medida". Después de que Béla IV heredara el trono de su padre, comenzó a reconfiscar las donaciones que hiciera y a ejecutar o expulsar a sus consejeros. Asimismo, denegó el derecho de los nobles a tener audiencias personales y sólo aceptó peticiones por escrito en su cancillería. Incluso hizo retirar las sillas de la sala del consejo para obligar a todo el mundo a que estuviera de pie en su presencia, lo que causó gran revuelo entre los nobles. Los refugiados cumanos hicieron que su posición mejorara y de paso acrecentó su prestigio entre los círculos eclesiales al convertirlos, pero también causó muchos contratiempos. Las costumbres de los cumanos, nómadas de tradición, resultaron incompatibles para convivir con los húngaros, ya sedentarios, y los nobles se quedaron anonadados cuando vieron que el rey apoyaba a los recién llegados y no a ellos.

## La batalla
Los mongoles atacaron Europa con tres ejércitos (en total 150 000 hombres). El primero penetró en Polonia para contrarrestar cualquier apoyo polaco, derrotando a Enrique II el Piadoso (duque de Silesia) y a los Caballeros Teutónicos en la batalla de Liegnitz. Una fuerza atacó por el sur, en Transilvania, derrotando a los voivodas y aplastando al ejército húngaro de Transilvania. Las fuerzas principales conducidas por Batu Kan y Subotai atacaron la misma Hungría por el paso fortificado de Verecke, aniquilando al ejército dirigido por el Nádor de Hungría el 12 de marzo de 1241.
Béla IV comenzó a movilizar a sus huestes y envió sus tropas, incluidas las cumanas, a Pest. Federico II Babenberg, duque de Austria y Estiria, también se unió a estos ejércitos para prestarles ayuda, así como un numeroso ejército de caballeros templarios bajo las órdenes del maestre Rembald de Voczon, quienes ya se hallaban en suelo húngaro desde hacía más de un siglo, teniendo Estados en la región de Croacia y Dalmacia, otorgados por los reyes Emérico y Andrés II de Hungría. Igualmente los ejércitos húngaros estaban asistidos por los Caballeros hospitalarios estefanitas, una orden de caballería húngara independiente que había partido originalmente de la Orden de los Caballeros de San Juan de Jerusalén. Justo entonces el conflicto entre cumanos y húngaros dio lugar a numerosos disturbios, en los que el kan cumano, Köten, quien había permanecido bajo la protección personal del rey, fue asesinado. Algunas fuentes señalan que el duque Federico instigó esta revuelta, aunque el papel que desempeñó es poco claro. Los cumanos creían que habían sido traicionados y abandonaron el país con dirección sur saqueando todo en su camino. La movilización realizada por el rey fue un completo desastre. Muchos contingentes no llegaron nunca a Pest y otros fueron masacrados por los cumanos renegados o por los mongoles antes de llegar. Muchos nobles rehusaron tomar parte en la campaña porque odiaban al rey y deseaban su caída. Apenas unos pocos creían que el ataque de los mongoles fuera una seria amenaza a la seguridad del reino y se consideraba que la falta de los cumanos era menor y normal. Esta actitud pudo haber contribuido a la muerte del kan cumano Kuthen.

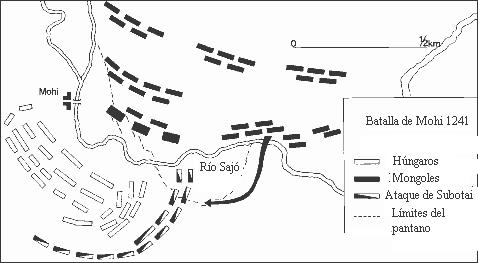
Esquema de la batalla de Mohi.

La vanguardia mongola alcanzó la ciudad de Pest el 15 de marzo y comenzó a realizar pillaje en el área circundante. El rey Béla prohibió a sus hombres que les atacasen, ya que su ejército aún no estaba listo. Aun así, el duque Federico hizo caso omiso y les atacó, derrotando a una pequeña partida de saqueo, de modo que Béla lo tildó de cobarde. Tras este "heroico" acto, Federico se retiró a sus posesiones. Ugrin Csák, el arzobispo de Kalocsa intentó también atacar a un contingente mongol, pero fue desviado con artimañas hasta unos pantanos, donde su caballería pesada quedó irremediablemente perdida. Él mismo apenas pudo escapar y salvar su vida.
Finalmente, el rey decidió ofrecer batalla a los tártaros, pero éstos comenzaron su retirada, lo que afirmó la opinión de los nobles de que aquellos no suponían una amenaza y que el comportamiento del rey no había sido precaución, sino cobardía. Tras una semana de marchas forzadas y ataques enemigos, el ejército húngaro alcanzó el río Sajó, entonces desbordado. Allí fue donde pararon para descansar y esperar refuerzos. El rey y sus aliados aún no sabía que el grueso del ejército mongol, que contaba entre 20 000 y 30 000 hombres por los aproximadamente 15 000 del variopinto ejército húngaro, estaba presente en el terreno boscoso de la orilla más alejada del Sajó. El precavido rey ordenó construir un campamento fuertemente fortificado con carretas.
Es poco probable que los tártaros quisieran originariamente cruzar un río ancho y peligroso para atacar un campamento fortificado, sino que más bien el plan original fuera atacar a los húngaros mientras cruzaban el río, del mismo modo que en la batalla del río Kalka. Sin embargo, nunca sabremos lo que los generales mongoles tenían en mente. Sabemos que un esclavo de los tártaros escapó hasta el campamento húngaro y que les avisó que atacarían de noche el puente sobre el Sajó.
Los húngaros aún seguían sin creer que fuera un ataque a gran escala, pero las tropas del príncipe Colomán, duque de Eslavonia y hermano menor de Béla IV, y las fuerzas del arzobispo Ugrin Csák junto con el maestre templario dejaron el campamento para sorprender a los mongoles y defender el puente desprotegido. Llegaron a medianoche, el sol se había escondido a las 18:29, así que tuvieron que marchar 7 kilómetros en plena oscuridad. Es poco probable que los tártaros quisieran atacar de noche, ya que los arqueros a caballo evitan ese tipo de combates, pero sí querían cruzar el río para poder atacar al amanecer. Cuando Colomán y Ugrin llegaron, encontraron a los mongoles desprotegidos y a medio cruzar el río, por lo que les obligaron a presentar batalla con éxito, consiguiendo una gran victoria en el puente, que según sus restos tenía un mínimo de 200 metros de largo). Los mongoles no esperaban en absoluto tropas de ballesteros, quienes infligieron numerosas bajas en sus fuerzas. Los húngaros dejaron algunos soldados que guardasen el puente y regresaron al campamento, lo que hace pensar que aún no sabían que el grueso del ejército enemigo estaba allí. Cuando llegaron a su base, sobre las 2 de la mañana, celebraron la victoria.
La inesperada victoria húngara obligó a los generales mongoles a modificar sus planes. El general Sejban fue enviado al norte, hacia un prado con una fuerza menor para cruzar el río y atacar por la espalda a la guardia del puente. Sobre las 4 de la mañana, cuando apenas comenzaba a despuntar el día, comenzaron a cruzar. Entretanto, Subotai se dirigió al sur para construir un puente secundario mientras los húngaros estuvieran enzarzados en el puente principal, aunque permitió a Batu desarrollar un plan en el que se utilizarían gigantescos lanzapiedras, algo que los húngaros probablemente nunca habían visto, con los que aniquilar a los ballesteros. Al amanecer, Batu Kan y siete de sus lanzapiedras atacaron a los guardias húngaros del puente, quienes, tras la llegada de Sejban y sus hombres, se tuvieron que retirar. El grueso del ejército mongol consiguió cruzar el río cerca de las 8 de la mañana.
Cuando los húngaros en retirada llegaron al campamento base, despertaron a los otros. Colomán, Ugrin y el maestre templario salieron del mismo para enfrentarse a los atacantes, mientras que el resto permaneció allí, creyendo que era otro ataque menor y que el Príncipe Colomán se alzaría con la victoria de nuevo. Pero cuando el Príncipe y el arzobispo presenciaron la horda de tártaros que se avecinaba se dieron cuenta de que no era un ataque menor, sino una verdadera invasión de las fuerzas de choque del ejército asiático. Tras unos duros combates, resolvieron volver al campamento para reforzar las posiciones y unirse al grueso de las tropas. Estaban muy desilusionados, ya que el rey ni siquiera había despachado órdenes para preparar la batalla. Ugrin reprochó al rey por sus errores en público y aunque finalmente el ejército húngaro avanzó, el retraso dio el tiempo suficiente a Batu para terminar de cruzar el Sajó. Entonces se entabló una fiera lucha: los europeos sobrepasaban en número a las tropas de Batu y éstos no eran capaces de moverse con la rapidez acostumbrada porque el río estaba a sus espaldas. Una fuente chino-mongola menciona que Batu perdió 30 de sus guardaespaldas y a uno de sus lugartenientes, Bakatu, y sólo la determinación personal y la bravura de Batu hicieron que la horda no se rompiera y huyera del campo de batalla. En ese mismo momento, Subotai, que se había retrasado por haber estado construyendo el puente, atacó el flanco de los húngaros, causando el pánico entre sus filas y obligándoles a retirarse.
Es posible que los europeos pudieran haber defendido su campamento, pero su avance no fue efectivo y estaban aterrorizados por las flechas incendiarias, lo que provocó numerosas muertes por aplastamiento en el tropel que se formó en sus propias filas. Finalmente, los desmoralizados soldados se volvieron e intentaron escapar a través de un hueco que los mongoles dejaron a propósito, ya que sabían que a los soldados que huyen se les puede matar más fácilmente que a los que se ven obligados a morir luchando por tener cortada la vía de escape. Sin embargo, las bajas mongolas habían sido tan numerosas que, llegado este punto, Batu no quería perseguir a los húngaros. Subotai lo animó a hacerlo y finalmente atacaron con gran éxito. El arzobispo Ugrin murió en el combate, pero Kálmán y Béla pudieron escapar, aunque las heridas del Príncipe eran tan serias que falleció poco después. Los húngaros perdieron cerca de 10 000 hombres y no fueron capaces de reunir otro ejército con el que contener al resto de la horda. Tras la victoria, los tártaros se reagruparon y comenzaron el asalto sistemático del resto de la nación.

## Bajas
Según algunos cronistas medievales el ejército mongol disponía entre 50 000 y 120 000 hombres, incluyendo artillería china, pero esto es seguramente una exageración para justificar la aplastante derrota.
Según historiadores chinos el ejército húngaro era de 100 000 hombres, muriendo 70 000 y siendo capturados 25 000 de estos, cifras que son también probablemente exageraciones para darle mayor valor a su victoria, además bajan las muertes mongolas a solo 1000, aunque en la actualidad se estiman perdidas mucho mayores del bando mongol.
Otras fuentes europeas dicen que el ejército húngaro era de 60 000 a 80 000 hombres, y que murieron 10 000 a 40 000, pero probablemente reconocen tal número de bajas para culpar al rey Bela IV y a los cumanos, de quienes dicen que tras iniciar la batalla y al estar en la retaguardia huyeron. También exaltan el sacrificio de los caballeros cristianos al mencionar que los Templarios lucharon hasta la muerte sin huir.
En los cálculos más aceptados actualmente el ejército húngaro era de 15 000 hombres entre húngaros, templarios, mercenarios nómadas y cumanos, sufriendo 10 000 bajas. Mientras el ejército mongol era de 20 000 a 30 000, la mayoría jinetes, con artillería china, y que sufrió fuertes bajas aunque no por ellas detuvo su avance, sí lo demoró.

## Consecuencias

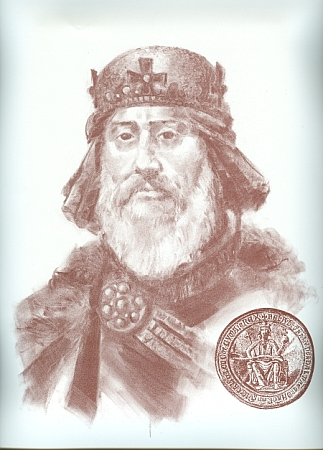
Rey Bela IV de Hungría.

Tras la batalla no existía ninguna fuerza organizada de importancia capaz de parar el avance de los mongoles: derrotarlos era completamente impensable. Se les pudo detener en el Danubio con éxito desde abril de 1241 hasta enero de 1242. Fue un invierno inusualmente crudo, el río se heló totalmente y tras una serie de batallas menores, los mongoles pudieron cruzarlo. La familia real escapó hacia Austria en busca de la ayuda de su aliado, el duque Federico, pero en lugar de eso los arrestó y demandó un enorme rescate en oro, forzando al rey a que le cediera tres provincias occidentales. Fue entonces que el rey y algunos de sus colaboradores huyeron al suroeste, a través del territorio controlado por Hungría, hacia la costa adriática, llegando al castillo de Trau, donde permanecieron hasta que los mongoles se hubieron retirado. Mientras tuvo noticias del resto del país, el rey intentó en numerosas ocasiones establecer contactos con otros gobernantes europeos, incluyendo el Papa, el Emperador alemán y el rey de Francia, pero a ninguno pareció interesarle el asunto; más aún daba la impresión de que todos eran ajenos a la gran amenaza que representaban los ejércitos mongoles, que en ese momento estaban a una semana a caballo de las fronteras francesas.
Entretanto, en Hungría tanto las huestes reales que habían sobrevivido, casi todos porque no habían llegado a tiempo a la batalla de Mohi, como un gran número de irregulares desorganizados, la mayoría campesinos armados, continuaron hostigando a las tropas mongolas e incluso presentando batalla con éxito en ocasiones. La población civil huyó a refugios inaccesibles a la caballería mongola: a las escarpadas montañas del norte y el este; a las zonas pantanosas, especialmente a las puszta cerca de Székesfehérvár, en el oeste; y a los viejos terraplenes fortificados, que tenían forma de plaza fortificada o que simplemente eran atalayas naturales o artificiales hechas de barro en lo alto de un monte, colina o loma. Roger de Apulia narró su experiencia en uno de esos refugios, llamado Fátra, en su obra Carmen miserabile. Estos lugares normalmente son conocidos con el término alemán Fluchtburg.
En 1242, el Gran Kan Ogodei murió, lo que supuso que los mongoles se retiraran, ya que los príncipes de sangre real debían presentarse para la elección del Gran Kan en Mongolia. Justo antes de partir, el ejército mongol estaba teniendo muchas dificultades para pacificar el país, aunque ya estaban haciendo planes para atacar Austria y más tarde Alemania e Italia. A pesar de que la derrota del ejército húngaro en Mohi no ocupa a menudo sino un par de frases como un paseo militar de los mongoles, esta opinión es una simplificación de la realidad. El ejército húngaro y las tropas irregulares formadas por campesinos resultaron ser unos temibles enemigos, infringiendo cuantiosas bajas a los mongoles. Si Subotai no hubiese podido atacar la retaguardia de los húngaros a tiempo, la batalla hubiera acabado con la derrota de los mongoles.
A mediados del siglo XIII, el ejército húngaro había perdido ya las tácticas de los nómadas esteparios que les habían hecho anteriormente unos formidables guerreros contra los estados alemanes, Francia, Italia, Polonia, los Balcanes y los Países Bajos en los siglos IX y X. Al ir ataviados con las armaduras europeas de la época y armados con ballestas y lanzas, se volvían objetivos lentos y fáciles para los arqueros mongoles, aunque también hay que tener en cuenta que estos últimos eran además mejores estrategas. Aun así, pudieron estar a punto de derrotar al principal ejército mongol. En un momento dado, los guardias personales de Batu Kan estuvieron siendo hostigados por los arqueros húngaros y por la caballería pesada y sólo el arrojo personal del kan salvó al ejército de huir en desbandada. Finalmente, fue mediante el uso de una añagaza, que irónicamente utilizarían los húngaros más tarde a menudo, que los mongoles pudieron derrotar al ejército de Béla IV en campo abierto.

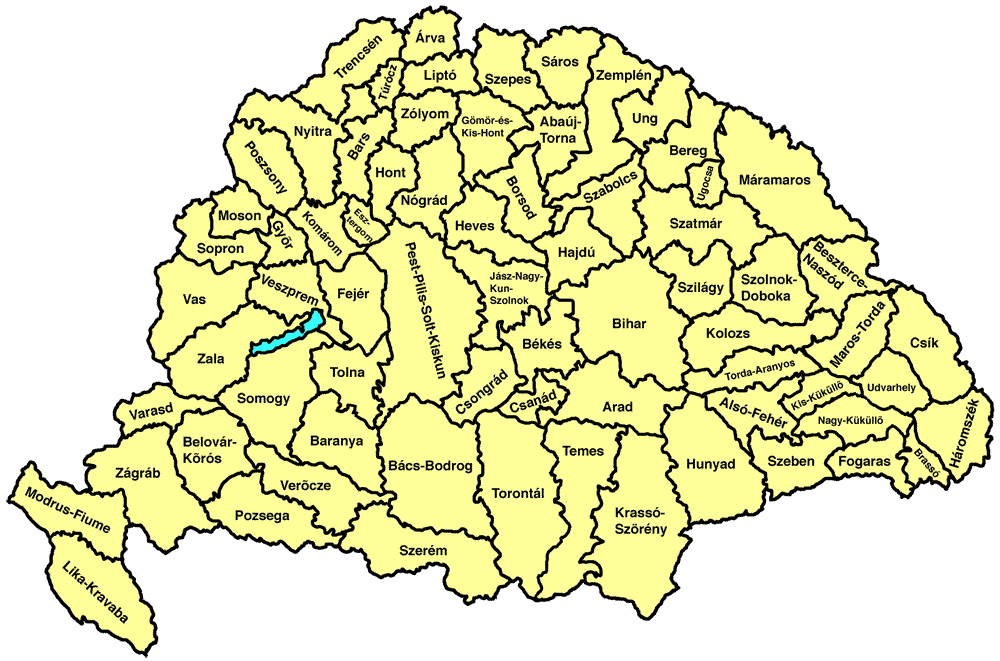
Provincias de la antigua Hungría

A pesar de eso, a principios de febrero de 1242, más de un año después de haber comenzado la invasión y algunos meses antes de la retirada mongola, un número significativo de castillos y ciudades ya habían resistido las formidables y amenazadoras tácticas de sitio de los invasores. Entre los casi 80 emplazamientos que aún quedaban sin conquistar, solamente tres eran de consideración: el entonces recién construido castillo de piedra sobre una elevación de terreno Fülek, Léka, cerca de la frontera occidental, y Németújvár. El resto era o bien ciudades fortificadas como Székesferhérvár, viejos castillos como el de Esztergom, monasterios fortificados como Tihany y Pannonhalma o fortalezas militares como Vécs, que custodiaba una importante ruta comercial en las montañas de Transilvania. Al final, el país no había sido sometido y aunque la mayoría había sido asesinada, el rey y la alta nobleza escaparon. Como venganza tardía, los húngaros y los croatas emboscaron y destruyeron una división de retaguardia del ejército mongol en los Cárpatos.
Después de la retirada de los mongoles, que nunca más tuvieron una victoria en Hungría, el país estaba en la ruina. Casi la mitad de los lugares habitados habían sido destruidos por los invasores, un cuarto de la población había fenecido, especialmente en las tierras bajas, el Alföld, donde apenas quedaban sobrevivientes, en el lejano sur de la llanura húngara (el actual Banato) y en el sur de Transilvania.
Sin embargo, el poder del rey no había perecido. Al año de la retirada, las tres provincias occidentales (Moson, Sopron y Vas) que fueron perdidas como pago del rescate al duque Federico de Austria fueron recuperadas y un levantamiento local en Eslavonia fue atajado. La amenaza de otra invasión mongola, esta vez tomada en serio, fue la causa de una unidad inusitada y dio las fuerzas necesarias para que Béla IV desarrollara nuevas defensas, sobre todo a la hora de construir nuevos castillos de piedra (44 en los últimos diez años) y de revitalizar el ejército. El rey era considerado un segundo fundador de la nación, parte en reconocimiento de todo lo que estaba haciendo para reconstruir su reino y fortificarlo contra cualquier invasión extranjera proveniente del este. Estas mejoras dieron su fruto cuando en 1284 Nogai Kan intentó una nueva invasión. En esta ocasión, los mongoles fueron derrotados, así como en otras ocasiones. En los siglos siguientes, la atención de los países de Europa Central se dirigió fundamentalmente al sureste y al creciente poder del Imperio otomano.

## Cultura Popular
En el videojuego Age of Empires II: The Age of Kings, en la campaña de Gengis Kan, se representa la Batalla de Mohi.
Esta es considerada una de las misiones más difíciles del juego.